# 佐世保地区労働組合会議
佐世保地区労働組合会議（させぼちくろうどうくみあいかいぎ、略称：佐世保地区労（させぼちくろう））は、長崎県佐世保市の地域内労働組合が組織する団体の一つである。
地域内における各組合間の連絡や地場企業との雇用情勢に関する情報交換の他、旧軍港市にあり米海軍基地及び自衛隊基地が現存している佐世保市に所在し、被爆地である長崎県内の組合組織であることから反戦平和運動に積極的に取り組んでいる。
現在の議長は、佐世保市交通労働組合出身の土井憲治である。

## 沿革
- 1949年（昭和24年）11月10日 - 21組合（約10,000人）で結成する。結成大会が2回流会し、当時有力単組だった労愛会（佐世保船舶工業労組）提出案を準備委員会で採択し結成大会に代えた。
- 1954年（昭和29年） - 4月に労愛会、6月に西肥自動車労働組合と地域内の有力単組が相次ぎ地区労から脱退する。
- 1957年（昭和32年）7月 - 長崎県労働組合評議会（県評）に加盟する。
- 1964年（昭和39年）11月 - 米海軍原子力潜水艦「シードラゴン」の佐世保入港に対して反対闘争を行う。
- 1968年（昭和43年）1月 - 米海軍空母エンタープライズの佐世保入港に対して反対闘争を行う（エンプラ事件）。
- 2009年（平成21年）11月20日 - 関門海峡で発生した海上自衛隊護衛艦「くらま」と韓国籍貨物船の衝突事故で社会民主党佐世保総支部及び全日本港湾労働組合（全港湾）と連名で海自佐世保地方総監部に「早急な原因究明」「国民と港湾利用者への謝罪」「自衛艦の関門海峡通航停止あるいは夜間などの通航停止」「佐世保港での安全航行の具体策の明示」について文書回答を要求した[1]。
- 2011年4月19日 - 東日本大震災により未曾有の被害を受けた東北地方に対して救援活動「トモダチ作戦」を行った原子力空母「ロナルド・レーガン」が佐世保市の佐世保港に寄港した際 、空母が見える高台で抗議集会を開いた。

## 関係する人物
- 石橋政嗣 - 元・議長（長崎県議会議員、日本社会党委員長、衆議院議員）
- 速見魁 - 元・書記長、元・議長（長崎県議会議員、日本社会党衆議院議員）
- 今川正美 - 元・事務局長（社会民主党衆議院議員）